# Шилов, Афанасий Митрофанович
Афанасий Митрофанович Шилов (1 мая 1892 — 3 ноября 1954) — советский военный деятель, генерал-лейтенант интендантской службы.

## Биография
Родился в 1892 году. Участвовал в Первой мировой и Гражданской войнах.
Служил в Красной армии с декабря 1918. 4 июня 1940 года постановлением СНК СССР № 945 ему присвоено воинское звание генерал-майора интендантской службы. В 1941 году — начальник интендантского управления ПрибОВО.
Во время Великой Отечественной войны — заместитель начальника тыла Ленинградского фронта. Одновременно исполнял обязанности уполномоченного Военного совета фронта, который отвечал за обеспечение функционирования подвоз в осаждённый Ленинград продовольствия и других материально-технических средств, а в последующий период блокады выполнял и обязанности начальника Военно-автомобильной дороги (ВАД-101), названной впоследствии «Дорогой жизни».
После снятия блокады — начальник оперативной группы тыла Ленинградского фронта. С 5 октября 1944 года — генерал-лейтенант интендантской службы.
С 8 сентября 1952 в отставке. Умер в 1954 году. Похоронен в Киеве на Лукьяновском военном кладбище.